# Джуджу
Джуджу (йоруба Jùjú) — жанр африканской популярной музыки, возникший в 1920-е годы, как смесь традиционной барабанной музыки Йоруба и так называемой «музыки пальмового вина» (пам-уаин, от англ. palm-wine), исполняемой в развлекательных целях, чаще в питейных заведениях. Джуджу является танцевальной музыкой, которую исполняют большие ансамбли, сосредоточенные вокруг гитар и перкуссии (традиционных говорящих барабанов Йоруба).
Первые записи в жанре джуджу были сделаны в начале 1930-х исполнителями, как, например, Tunde King и Ojoge Daniel. Однако широкую популярность сыскали исполнители, появившиеся после Второй Мировой Войны в 1950-х, как, например,  Tunde Nightingale и I. K. Dairo, который значительно расширил состав от 4 до 10 участников и впервые применил электрогитару и аккордеон в рамках жанра (по сути он сформировал наиболее известное на сегодняшний день звучание джуджу). Примерно с середины 1960-х начинают выступать Ebenezer Obey и King Sunny Adé, соперничество между которыми развернётся в 1970-х — в период интенсивного развития джуджу. В начале 1980-х Ebenezer Obey и King Sunny Adé оба едут с гастролями за границу. Однако к середине 1980-х наблюдается спад популярности джуджу, в пользу нового жанра фуджи.

## Поджанры
Двое видных исполнителей 1980-х Segun Adewale и Shina Peters начали свой путь с исполнения джуджу в середине 1970-х, совместно с Prince Adekunle. В конце концов они оставили Adekunle, и в 1977 году создали группу Shina Adewale & The Superstar International. В 1980 году двое соперников пошли разными путями, Segun Adewale начал проповедовать стиль, который он назвал йо-поп (англ. yo-pop), смесь фанка, джаза, джуджу, регги и афробита. А Shina Peters в конце восьмидесятых появился со своим собственным стилем афро-джуджу (англ. afro-juju), который отличали более тяжёлые ударные. Стиль Shina Peters напоминает афробит Фелы Кути и ударное безумие музыки фуджи, вместе с тем он оставался исконным джуджу.